# Stazione di Balvano-Ricigliano
La stazione di Balvano-Ricigliano, in precedenza nota solamente come stazione di Balvano, è una fermata ferroviaria ubicata sulla ferrovia Battipaglia-Potenza-Metaponto, a servizio dei centri abitati di Balvano, Ricigliano e San Gregorio Magno.

## Storia
La stazione di Balvano-Ricigliano entrò in funzione il 6 novembre 1877 contestualmente all'attivazione del tratto da Balvano a Baragiano della linea ferroviaria per Potenza. Ha sempre avuto un limitato traffico viaggiatori e (in passato) merci.
Il 3 marzo 1944, nella galleria "Delle Armi", a breve distanza dalla stazione, si verificò il disastro ferroviario di Balvano, il più grave mai avvenuto in Italia.
Dopo essere stata declassata a fermata impresenziata, negli anni 1990 se ne paventò la soppressione, poi non avvenuta nel contesto di proteste della popolazione locale.

## Strutture e impianti
La stazione è dotata di un fabbricato viaggiatori, un tempo sede dei servizi di stazione ma chiuso dopo l'automatizzazione degli impianti conseguente alla ristrutturazione ed elettrificazione della linea ferroviaria. Oggi non fornisce alcun servizio attivo per i passeggeri.
Il piazzale è composto dal solo binario di corsa per servizio viaggiatori. In passato era servita da un binario di incrocio sulla linea per incroci e precedenze, poi rimosso, declassandola a fermata.

## Movimento
Al 2024, nella stazione fermano solo tre treni regionali al giorno, due in direzione Salerno e uno in direzione Potenza Centrale.